# Николай Хрелков
Николай Радев Хрелков е български поет, публицист.
Роден на 16 декември 1894 г. в Бяла Слатина. По баща е роднина на Любен и Петко Каравелови. Първоначално учи в родния си град, където учителката му Санда Йовчева забелязва литературните му способности и го свързва с артистичната среда на Т. Траянов, Д. Дебелянов, Н. Райнов, Ал. Балабанов и Л. Стоянов. През 1910 г. заминава за София, за да продължи образованието си, но не успява да постъпи в Държавното художествено-индустриално училище. От 1918 г. става член на БРСДП (т.с.), преименувана през 1919 на БКП.
Първите си стихове печати на страниците на списания „Червен смях“ и „Социалистически преглед“ (1919 – 1920). По времето, когато е силно повлиян от символизма, сътрудничи на списанията „Везни“, „Хиперион“ и др. През 1922 година се сближава с Антон Страшимиров, Гео Милев, Марко Марчевски, Христо Ясенов, Людмил Стоянов и др. Поезията му е свидетелство за страдания и борби на българския народ, за бунтовен порив между двете световни войни. През 1923 г. Николай Хрелков, Марко Марчевски и Стефан Мокрев издават седмичен литературен вестник „Възход“, на който четвъртото издание е конфискувано и вестникът престава да съществува. Веднага след това Николай Хрелков, Марко Марчевски и Христо Ясенов подготвят издаването на списание „Пламък“. Канят за главен редактор Гео Милев. След напечатването на поемата „Септември“ и след арестуването на Гео Милев, Николай Хрелков се крие в провинцията. През юли 1925 г. емигрира с туристически кораб по река Дунав в Австрия, а от там във Франция, където се разболява от туберкулоза и през 1928 г. се завръща в България. През 1931 г. работи като библиотекар в Министерството на народното просвещение. Участва в сбирки и литературни четения, редактира издания, превежда и работи за общо обединение на творците, които стоят на общодемократични и антифашистки позиции. Към края на живота си се заселва в Горна Баня, където работи с Елин Пелин и Александър Балабанов.
През 1950 г. Николай Хрелков е удостоен с Димитровска награда.
Умира в Горна баня през 1950 година от туберкулоза.

## Памет
На Николай Хрелков е наречена улица в кварталите „Горна баня“ и „Подлозище“ в София (Карта).
Къщата музей на Николай Хрелков се намира в родния му град, но оставена на произвола на времето тъне в разруха.